# Faison
Faison è una città degli Stati Uniti d'America situata nella Carolina del Nord, divisa tra la Contea di Duplin e la Contea di Sampson.